# Salima Safar
Salima Safar, Selima Sfar (ur. 8 lipca 1977 w Tunisie) – tunezyjska tenisistka, występująca w rozgrywkach WTA i ITF.
Status profesjonalny otrzymała w 1999 roku, w wieku 22 lat. Tunezyjka dwadzieścia osiem razy zwyciężała w turniejów rangi ITF. Pierwszy mecz jako profesjonalistka zagrała przeciw Annie Földényi, z którą przegrała. Pierwszym turniejem wyższej rangi – WTA Tour była impreza w Eastbourne, gdzie przegrała w drugiej rundzie eliminacji. W 1996 zagrała na igrzyskach olimpijskich w Atlancie. Jednak swój start zakończyła na pierwszej rundzie. Debiutem na kortach wielkoszlemowych była pierwsza runda US Open 2000. Tunezyjka po udanych kwalifikacjach przegrała z Tatjaną Panową. 16 lipca 2001, po Wimbledonie zajmowała najwyższą pozycję w karierze – nr 75.

## Wygrane turnieje rangi ITF
| turnieje z pulą nagród 100 000 $ |
| turnieje z pulą nagród 75 000 $  |
| turnieje z pulą nagród 50 000 $  |
| turnieje z pulą nagród 25 000 $  |
| turnieje z pulą nagród 15 000 $  |
| turnieje z pulą nagród 10 000 $  |

### Gra pojedyncza
|    | Data       | Turniej | ($)    | Naw.   | Finalistka       | Wynik    |
| 1. | 05/02/1996 | Dinan   | 10 000 | ziemna | Virginie Massart | 6:4, 6:2 |